# 양경민
양경민(1972년 12월 19일 ~ )은 前 KBL 원주 동부 프로미 소속 프로 농구 선수였다.
신장은 193cm이고 체중은 90kg인 그는 울산 모비스 피버스 소속 프로 농구 선수 양동근의 사촌 형이기도 하다.
1991년 대학 농구에 첫 입문한 그는 1995년 삼성전자 소속에 입단하여 실업 농구에 진입하였다가 1998년 7월 24일 원주 KBL 나래 소속에 입단하여 KBL 프로 농구에 본격 입문하였다.

## 프로 경력
- 1998년 ~ 2008년 원주 TG 엑써스
- 1995년 실업팀 삼성전자 입단, 김승기와 함께 원주나래 주희정, 강병수의 2대2 트레이드로 나래로 이적(98.7.24)

## 학력
- 서울상도초등학교
- 용산중학교
- 용산고등학교 (42회)
- 중앙대학교

## 사건·사고와 논란
- 양경민은 자신의 팬클럽 회장에게 자신이 출전하는 경기의 2004∼2005 시즌 프로농구 4강 플레이오프 2차전의 토토를 대리 구매하도록 했다. 나중에 이와 같은 사실이 밝혀져 양경민 선수는 벌금 100만원의 유죄가 확정되었고[1], KBL로부터는 36경기 출전정지라는 중징계를 받게 되었다.
- 은퇴후엔 찜질방 등을 전전하며 9차례에 걸쳐 350만원 어치를 훔치다가 체포되었다.[2]